# Big Nate (serie de televisión)
Big Nate (Nate, el Grande en Latinoamérica) es una serie de animación estadounidense desarrollado por Mitch Watson y basado en la tira cómica y la serie de libros del mismo nombre de Lincoln Peirce. Sigue las aventuras del protagonista titular, junto a sus amigos, en sexto grado. Los productores ejecutivos son Mitch Watson y John Cohen. Peirce también está colaborando con los productores del programa. La serie se estrenó en Paramount+ el 17 de febrero de 2022.

## Premisa
Big Nate sigue las aventuras y desventuras de Nate Wright, un estudiante de sexto grado semiincompetente, enérgico y rebelde. Su grupo de amigos incluye a Francis, Teddy, Chad y Dee Dee. Nate odia a la maestra de estudios sociales, la Sra. Godfrey, a quien considera su némesis y la llama "la Godzilla de la escuela", y tiende a tener problemas con ella, el director de la firma Nichols y el anciano maestro de ciencias, el Sr. Galvin. En casa, Nate vive con su padre soltero Martin y su hermana mayor Ellen.

## Personajes
| Personaje              | Actor de voz original    | Actor de doblaje                   |                        |                        |
| Personajes principales | Personajes principales   | Personajes principales             | Personajes principales | Personajes principales |
| ---------------------- | ------------------------ | ---------------------------------- | ---------------------- | ---------------------- |
| Nate                   | Ben Giroux               | Brian Ramírez                      |                        |                        |
| Dee Dee                | Bryce Charles            | Gabriela Céspedes                  |                        |                        |
| Francis                | Daniel Mk Cohen          | Elías Gutiérrez                    |                        |                        |
| Teddy                  | Arnie Pantoja            | Nicolás Carmona                    |                        |                        |
| Chad                   | Charlie Schlatter        | Felipe Vidal                       |                        |                        |
| Amy                    | Ali Stroker              | Lucía Suárez                       |                        |                        |
| Personajes secundarios |                          |                                    |                        |                        |
| Ellen                  | Dove Cameron             | Sixnalie Villalba                  |                        |                        |
| Martin                 | Rob Delaney              | Mario Vargas                       |                        |                        |
| Señorita Godfrey       | Carolyn Hennesy          | Bárbara Bustamante                 |                        |                        |
| Gina                   | Lisa Kay Jennings        | Bárbara Bustamante                 |                        |                        |
| Director Nichols       | Kevin Michael Richardson | Enzo Miranda                       |                        |                        |
| Entrenador John        | Kevin Michael Richardson | Matías Fajardo                     |                        |                        |
| Señor Rosa             | Ryan W. Garcia           | Esteban Alarcón                    |                        |                        |
| Tío Pedro              | Andre Royo               | Esteban Alarcón                    |                        |                        |
| Señor Galvin           | Michael Rivkin           | Orlando Alfaro                     |                        |                        |
| Brad Gunter            | Jack Black               | Cristóbal Alonso Areite Molina     |                        |                        |
| Dr. Lagaze             | Ryan W. Garcia           | Cristóbal Alonso Areite Molina     |                        |                        |
| Randall                | Nik Dodani               | Felipe Alberto Waldhorn Hermosilla |                        |                        |
| Jenny                  | Chandni Parekh           | Lucía Suárez                       |                        |                        |
| Zeff                   | Chester Rushing          | Juan Pablo Muñoz                   |                        |                        |
| Artur                  | Todd Haberkorn           | David Aguilera                     |                        |                        |
| Kim                    | Betsy Sodaro             | Camila Rojas                       |                        |                        |
| Donna                  | Kimberly Brooks          | Tatiana Esperanza Valencia Duarte  |                        |                        |

### Personajes episódicos
| Personaje            | Actor de voz original | Actor de doblaje   | Ep. |
| -------------------- | --------------------- | ------------------ | --- |
| Bentley              | Danny Jacobs          | Felipe Waldhorn    | 1   |
| Dan Cupido           | Todd Haberkorn        | Daniel Streeter    | 3   |
| Martin Wright (Niño) | ¿?                    | Felipe Waldhorn    | 5   |
| Felicia              | Lisa Kay Jennings     | Gigliola Mariangel | 5   |
| Kathleen             | Chandni Parekh        | Bárbara Bustamante | 6   |
| Sabina Shah          | Chandni Parekh        | Gloria Montenegro  | 8   |

### Voces adicionales
- Lucía Suárez - Niña pelirroja
- Belén Marín Kingma - Niña de lentes
- Antonella Rocío Moreno Rossi - Mujer
- David Ignacio Aguilera Durán - Estudiante de Rosa
- Esteban Augusto Alarcón Arevalo - Estudiante de Lentes

## Producción
En 1991, el primer año en que se publicó el cómic de Big Nate, el productor ejecutivo de Peanuts, Lee Mendelson, compró la opción de Lincoln Peirce para hacer una serie de televisión animada de Big Nate para los dibujos animados de los sábados por la mañana en NBC; A Peirce "se le pagó $ 5,000 para escribir una biblia cita sobre cita describiendo a los personajes y esbozando algunas ideas para la historia". Sin embargo, el día después de que se finalizó este acuerdo, se cancelaron todos los dibujos animados de los sábados por la mañana de NBC, lo que envió a la serie a un infierno de desarrollo.
El 19 de febrero de 2020, Nickelodeon anunció una serie animada de Big Nate.  La vicepresidenta ejecutiva de producción y desarrollo de animación de Nickelodeon, Ramsey Ann Naito, declaró que durante mucho tiempo había querido adaptar la serie de libros Big Nate a una serie animada.
El 24 de marzo de 2022, la serie fue renovada para una segunda temporada de 10 episodios. El 3 de agosto de 2022, se anunció que se ordenaron 10 episodios adicionales para la segunda temporada. El 22 de junio de 2023, se anunció que la segunda temporada se estrenaría el 7 de julio de 2023.

## Episodios
| Temporada | Temporada | Episodios | Lanzamiento original  | Lanzamiento original    |
| Temporada | Temporada | Episodios | Comienzo              | Final                   |
| --------- | --------- | --------- | --------------------- | ----------------------- |
|           | 1         | 26        | 17 de febrero de 2022 | 26 de diciembre de 2022 |
|           | 2         | 26        | 7 de julio de 2023    | 26 de agosto de 2024    |

## Transmisión
Originalmente, se planeó que la serie se estrenara en Nickelodeon en septiembre de 2021. Sin embargo, en diciembre de 2021, con el casting, se anunció que se estrenaría en Paramount+ a principios de 2022, luego se especificó como el 17 de febrero. El 3 de agosto de 2022, se anunció que se lanzarían nueve nuevos episodios en Paramount+ el 19 de agosto de 2022. La serie comenzó a transmitirse en Nickelodeon el 5 de septiembre de 2022.
En Latinoamérica, la serie se estrenó el 26 de septiembre de 2022 en Nickelodeon Latinoamérica.

### Streaming
| Fecha                | Empresa | Empresa | Categoría                         | País          | País             |
| -------------------- | ------- | ------- | --------------------------------- | ------------- | ---------------- |
| 1 de febrero de 2022 |         |         | Paramount+ Originals & Exclusives | Latinoamérica | Bandera de Chile |

### Televisión
| Fecha de transmisión                         | Cadena           | Canal             | Horario      | País          | País                                                                                                |
| -------------------------------------------- | ---------------- | ----------------- | ------------ | ------------- | --------------------------------------------------------------------------------------------------- |
| 26 de septiembre de 2022-30 de marzo de 2024 | Paramount Global |                   | 15:00 (Col.) | Latinoamérica | Bandera de México · Bandera de Colombia · Bandera de Venezuela · Bandera de la República Dominicana |
| 26 de septiembre de 2022-30 de marzo de 2024 | Paramount Global | 16:00 (Ven.)      |              | Latinoamérica | Bandera de México · Bandera de Colombia · Bandera de Venezuela · Bandera de la República Dominicana |
| 26 de septiembre de 2022-30 de marzo de 2024 | Paramount Global | 17:00 (Méx./Chi.) |              | Latinoamérica | Bandera de México · Bandera de Colombia · Bandera de Venezuela · Bandera de la República Dominicana |
| 26 de septiembre de 2022-30 de marzo de 2024 | Paramount Global | 19:00 (Arg.)      |              | Latinoamérica | Bandera de México · Bandera de Colombia · Bandera de Venezuela · Bandera de la República Dominicana |